# Compur-Verschluss
Der Compur-Verschluss ist eine Zentralverschlussbauart. Sie wurde vornehmlich in die Objektive von Großbildkameras und ein- und zweiäugigen Spiegelreflex-Kameras eingebaut. 

## Beschreibung und Geschichte
Der Compur-Verschluss ist als doppelter Blenden-Lamellensatz hinter der eigentlichen Aufnahmeblende angeordnet. Der Name Compur ist ein Kunstwort aus dem für Zentralverschlüsse verwendeten Begriff „Compound“ und dem Wort „Uhr“, mit dem auf die uhrwerksmäßige Präzision des Verschlusses hingewiesen werden sollte. Compur-Verschlüsse wurden von der Firma Friedrich Deckel in München als Weiterentwicklung des Compound-Verschlusses seit 1908 hergestellt.
Sie waren sehr hochwertig und vergleichsweise teuer. Compur-Verschlüsse fanden daher meist in Objektiven gehobener oder bester Qualität Verwendung. Bei Kleinformaten sind sie heute wegen der Kosten und der maximalen Verschlussgeschwindigkeit von ca. 1/500 s praktisch bedeutungslos. Bei Groß- und Mittelformaten sind sie wegen ihrer Abbildungsqualität (gleichmäßige Bildfeldausleuchtung, siehe unten) nach wie vor aktuell.
Der Compur muss sich konstruktionsbedingt während der gewünschten Belichtungszeit vollständig öffnen und schließen. Daher sind der Kürze der möglichen Belichtungszeiten mechanische Grenzen gesetzt. Im Gegensatz dazu erlaubt ein Schlitzverschluss deutlich kürzere Belichtungszeiten, da hier die Grenzen nicht durch den Bewegungsablauf bestimmt werden, sondern lediglich durch die Breite des Belichtungsschlitzes. Die Geschwindigkeit der Schlitzvorhänge wird beim Schlitzverschluss nicht verändert, sondern ihr Abstand zueinander. Daher kann der Schlitzverschluss die kürzest mögliche Belichtungszeit des Compur-Verschlusses um ein Vielfaches unterschreiten. Da der Compur-Verschluss – ähnlich einer Irisblende – das Bild im Verlauf der Auslösung gleichmäßig aufhellt und wieder verdunkelt, liegt seine Stärke in der verzerrungsfreien Abbildung bewegter Objekte, die zur Vermeidung von Bewegungsunschärfe entsprechend kurze Belichtungszeiten erfordern, weil hier der Aufnahmevorgang innerhalb der Belichtungszeit abgeschlossen wird.
Zumeist können an den Compur-Verschlüssen Belichtungszeiten von B (Bulb) über 1 s bis zu 1/200 s oder 1/500 s eingestellt werden. Die Verschlusszeitenreihe hängt von der Größe und vom Baumuster des Verschlusses ab. Sämtliche Compur-Verschlüsse verfügen über Hemmwerke, viele über Vorlaufwerke. Einfache Compur-Verschlüsse (die von 1904 bis Ende der 30er Jahre verbreitet waren) schaffen in Kleinbildkameras 1/300 s, in der Größe für Mittelformatkameras 1/250 s. Der ab 1936 hergestellte Compur-Rapid ermöglicht 1/500 s bzw. 1/400 s. Sehr verbreitet ist der seit Anfang der 1950er Jahre hergestellte vollsynchronisierte Syncro-Compur. 
Der Compur-Verschluss muss oft separat gespannt werden (im Foto der kleine Hebel über dem „Z“).

## Bildergalerie

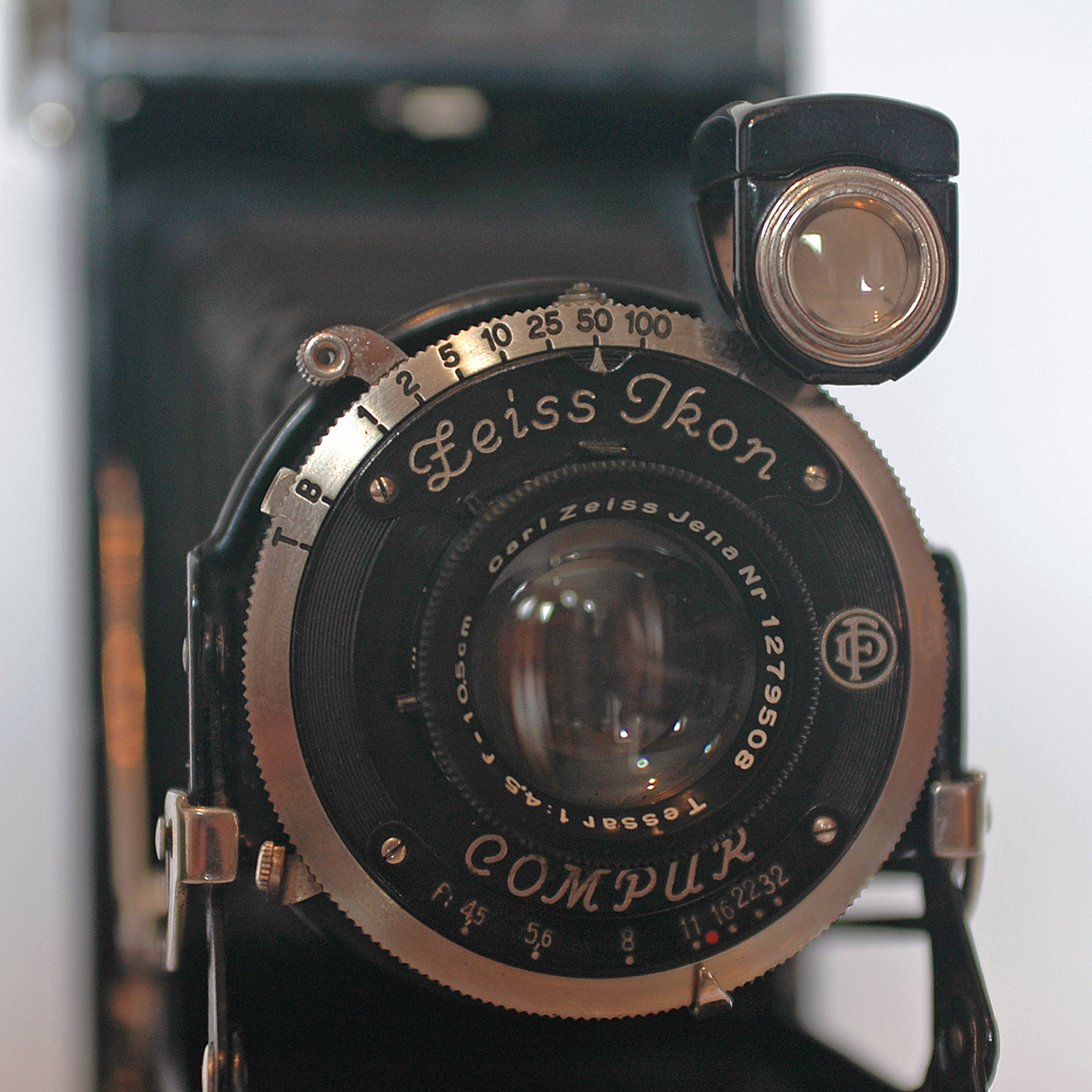
Detailansicht einer Zeiss Ikon Ikonta mit Compur-Verschluss und Carl Zeiss Tessar-Objektiv
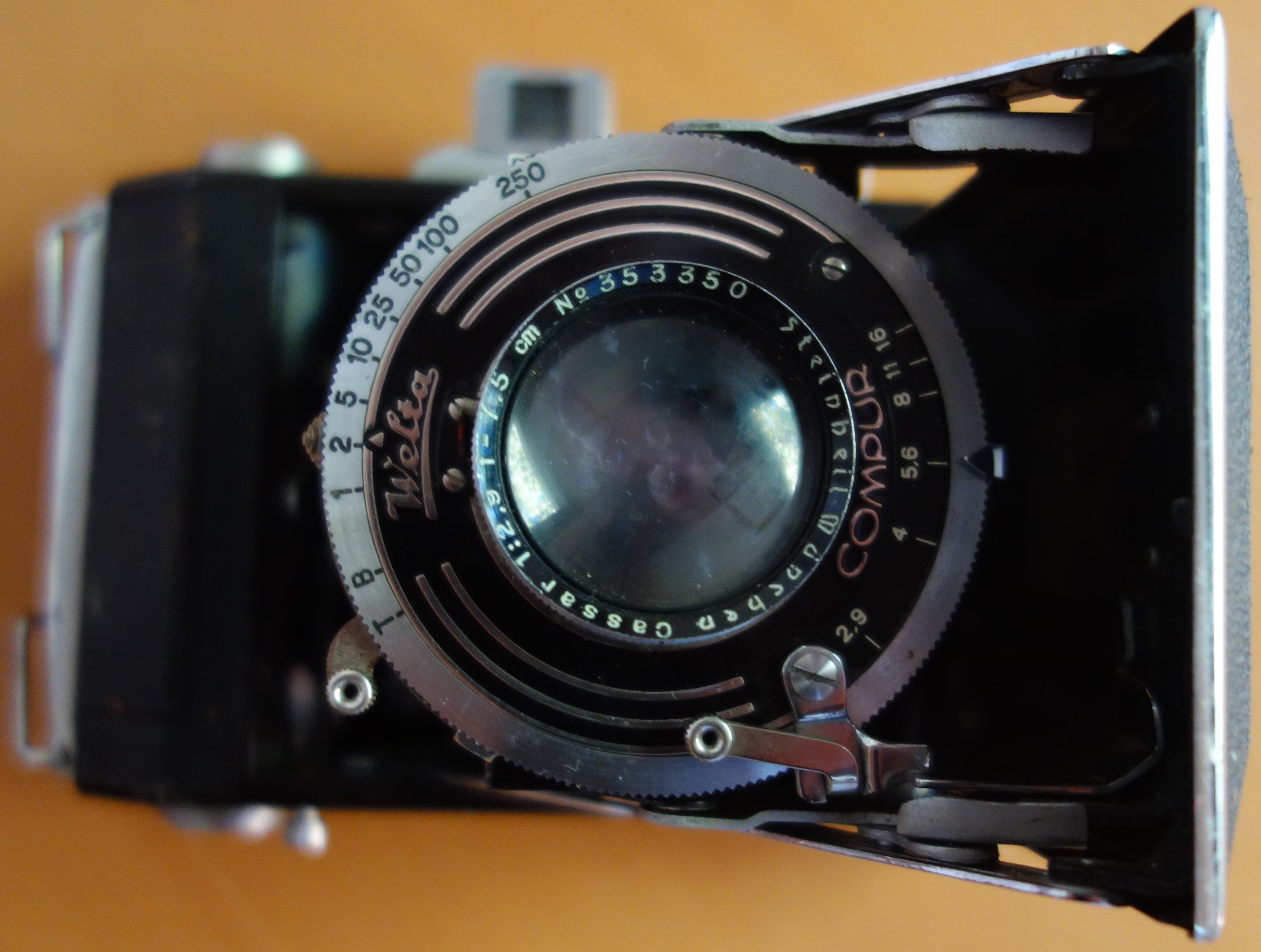
Welta mit Compur-Verschluss und Cassar-Objektiv von Steinheil, München
Werra Kamera Modell I in Grün mit Carl Zeiss Jena Tessar Objektiv 2,8 / 50 mm